# Сорокин, Андрей Александрович (хоккеист)
Андре́й Алекса́ндрович Соро́кин (р. 25 марта 1977, Москва) — российский хоккеист, тренер. Выступал на позиции защитника.

## Карьера
Начал заниматься хоккеем в возрасте 9 лет в московском ЦСКА.
В сезоне МХЛ 1995/96 годов закрепился в основном составе ЦСКА, проведя в дебютном сезоне 47 матчей в регулярном чемпионате и один — в плей-офф кубка МХЛ; очков не набрал, отметившись 8 минутами штрафного времени. После того, как весной 1996 года ЦСКА разделился на два клуба — ПХК ЦСКА и ХК ЦСКА, Сорокин выступал в составе ПХК ЦСКА. Сезон 1996/1997 ПХК ЦСКА провёл во втором по силе дивизионе — Высшей лиге. В чемпионате 1997/1998 Сорокин, выступая уже за ХК ЦСКА, провёл 12 игр, в которых не набрал ни одного очка и отметился 2 минутами штрафного времени.
В 1999—2000 годах выступал за хоккейный клуб МГУ. В 2001 году подписал контракт с клубом второй немецкой бундеслиги ХК «Вильгельмсхафен». Выступал за команду до 2005 года. В сезоне 2005/2006 — главный тренер клуба. Вернулся в Россию в 2006 году.
С 2007 года — на тренерской работе. Работал тренером в нескольких спортивных школах Москвы. В сезоне 2015/16 — тренер школы ЦСКА; в сезоне 2017/18 — спортивный директор МХК Тайфун, выступающего в Молодежной хоккейной лиге; в 2019—2022 — главный тренер Академия В. В. Петрова U18 (Красногорск).
По состоянию на 2024 год — тренер спортивной школы «Серебряные акулы».

## Семья
Есть старшая сестра. Жена Екатерина, сын Фёдор.

## Достижения
- Победитель Региональной лиги: 2004 г., 2005 г.
- Победитель ОХЛ (Офицерская хоккейная лига) с ХК «Традиция» в качестве главного тренера: 2024 г.